# زبان مالیسیت-پاساماکوئودی

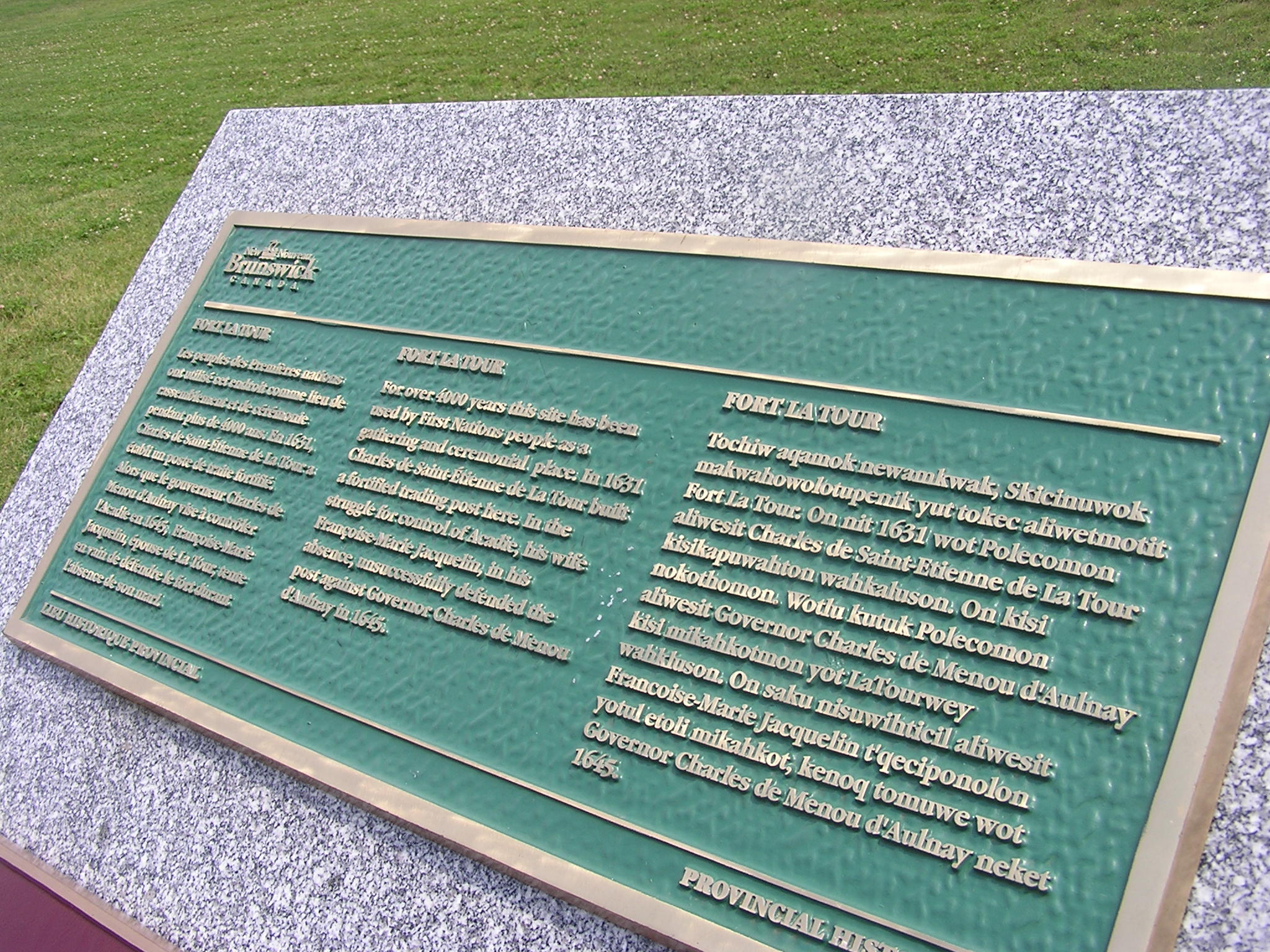
لوحی به سه زبان فرانسوی، انگلیسی و مالیسیت در قلعهٔ لا تور

زبان مالیسیت-پاساماکوئودی (انگلیسی: Maliseet-Passamaquoddy language) یا «پسکوتوموهکاتی-ولاستوکی»، یکی از زبان‌های در معرض خطر آلگانکی است که توسط اقوام ولاستوکی و پاساماکوئودی در دو سوی مرز میان ایالت مِین در ایالات متحده آمریکا و نیوبرانزویک در کانادا صحبت می‌شود. این زبان شامل دو گویش اصلی است: مالیسیت که عمدتاً در درهٔ رود سنت جان در نیوبرانزویک صحبت می‌شود، و پاساماکوئودی که بیشتر در درهٔ رود سنت‌کروآ در شرق ایالت مین رایج است. با این‌حال، تفاوت این دو گویش تنها اندک و بیشتر در حوزهٔ آواشناسی است.
مردم بومی این مناطق تا حدود دوران پس از جنگ جهانی دوم به‌طور گسترده به زبان مالیسیت-پاساماکوئودی سخن می‌گفتند، اما تغییرات در نظام آموزشی و افزایش ازدواج‌های خارج از جامعهٔ زبانی باعث شد شمار کودکانی که این زبان را می‌آموختند یا به‌طور منظم از آن استفاده می‌کردند به‌طور چشمگیری کاهش یابد. در نتیجه، امروزه در هر دو کشور کانادا و ایالات متحده، تنها حدود ۶۰۰ نفر به این دو گویش سخن می‌گویند و بیشتر آن‌ها بزرگسالان سالخورده‌اند. گرچه اکثر جوانان، به‌ویژه در مورد گویش پاساماکوئودی، توانایی صحبت کردن به این زبان را ندارند، اما علاقه‌مندی روزافزونی برای آموزش این زبان در کلاس‌های محلی و برخی مدارس به‌وجود آمده است.

## آواشناسی و دستور خط
دستور خط استاندارد مالیسیت-پاساماکوئودی از ۱۷ نویسه و یک نشانهٔ آپاستروف تشکیل شده است. جدول‌های زیر بر پایهٔ نظام آوایی توصیف‌شده از سوی رابرت ام. لیویت در اثرش به نام Passamaquoddy-Maliseet (۱۹۹۶) تنظیم شده‌اند. نویسه‌های پررنگ نشانگر املا در دستور خط استاندارد هستند و نویسه‌های میان خط مورب بیانگر تلفظ آن‌ها بر پایهٔ الفبای آوانگاری بین‌المللی است.

### همخوان‌ها
|         | دولبی | لثوی  | کامی   | نرم‌کامی | نرم‌کامی لبی‌شده | چاکنایی |
| ------- | ----- | ----- | ------ | ------- | -------------- | ------- |
| خیشومی  | m /m/ | n /n/ |        |         |                |         |
| انفجاری | p /p/ | t /t/ | c /tʃ/ | k /k/   | q /kʷ/         |         |
| سایشی   |       | s /s/ |        |         |                | h /h/   |
| ناسوده  |       | l /l/ | y /j/  |         | w /w/          |         |

علاوه بر این، در دستور خط استاندارد از نشانهٔ آپاستروف (') برای نشان دادن همخوان‌هایی استفاده می‌شود که در آغاز واژه در نتیجهٔ تغییر صداهای تاریخی دیگر تلفظ نمی‌شوند. این پدیده تنها در ابتدای واژه و پیش از p, t، k, q، s یا c رخ می‌دهد. این «همخوان‌های حذف‌شده» ممکن است در دیگر صورت‌های همان واژه دیده شوند. برای نمونه، ریشهٔ واژهٔ ktomakéyu باعث ساخته شدن واژهٔ 'tomakéyu به‌معنای «او فقیر است» می‌شود (که در آن آپاستروف نشان می‌دهد همخوان آغازین k حذف شده است) و همچنین واژهٔ nkótomakey به‌معنای «من فقیرم» (که در آن k حفظ شده، زیرا پس از پیشوند ضمیر n- آمده است).

### واکه‌ها
در این زبان شش واکه ساده وجود دارد که پنج مورد از آن‌ها با یک نویسه و یکی با ترکیب eh نوشته می‌شود. همچنین پنج واکه مرکب نیز وجود دارد که با ترکیب یک واکه و یک نیم‌واکه نوشته می‌شوند:
|       | پیشین  | مرکزی | پسین  |
| ----- | ------ | ----- | ----- |
| بسته  | i /i/  |       | u /u/ |
| میانی | e /e/  | o /ə/ |       |
| باز   | eh /æ/ | a /a/ |       |

زمانی که o پیش از w قرار گیرد، به‌صورت u نوشته می‌شود تا گردشدگی واکه ناشی از تأثیر w بازتاب یابد. همچنین /e/ ممکن است به‌شکل [ɛ] تلفظ شود.
| هجا | تلفظ |
| --- | ---- |
| aw  | [au] |
| ew  | [eu] |
| iw  | [iu] |
| ay  | [aɪ] |
| ey  | [eɪ] |

### فرایندهای آواشناختی
در زبان مالیسیت-پاساماکوئودی، فرایندهای آواشناختی گوناگونی رخ می‌دهند که مهم‌ترین آن‌ها در ادامه آمده‌اند:
- چندین همخوان دارای دو واجگونه هستند که بسته به جایگاه آن‌ها در واژه، دچار دگرگونی  می‌شوند. زمانی که این همخوان‌ها در کنار همخوان دیگری یا پس از نشانهٔ آپاستروف قرار گیرند، با تلفظ بی‌واک (بی‌صدا) به‌کار می‌روند که در جدول همخوان‌ها در بالا آمده است. اما وقتی تنها در مجاورت واکه‌ها یا پیشوند n- قرار گیرند، شکل واک‌دار همان صدا را به‌خود می‌گیرند. برای نمونه، در واژهٔ peciye به‌معنای «او می‌رسد»، نویسهٔ c واک‌دار است: [bed͡ʒije]. اما در واژهٔ pihce به‌معنای «دور»، نویسهٔ c بی‌واک باقی می‌ماند، زیرا در کنار h قرار دارد: [bit͡ʃe]. جدول زیر، این همخوان‌ها و واج‌گونه‌های بی‌واک و واک‌دار آن‌ها را خلاصه کرده است:

| همخوان (در نوشتار) | واج‌گونهٔ بی‌واک | واج‌گونهٔ واک‌دار |
| ------------------ | ------------- | -------------- |
| p                  | [p]           | [b]            |
| t                  | [t]           | [d]            |
| k                  | [k]           | [ɡ]            |
| q                  | [kʷ]          | [ɡʷ]           |
| s                  | [s]           | [z]            |
| c                  | [t͡ʃ]          | [d͡ʒ]           |

- حذف میانی واکهٔ بی‌تکیهٔ o پدیده‌ای رایج است. این پدیده اغلب زمانی رخ می‌دهد که o در نخستین هجا از ریشهٔ فعلی بی‌پیشوند قرار گیرد. برای نمونه، در واژهٔ ktomakeyu به‌معنای «اگر او فقیر باشد» (برگرفته از ریشهٔ فعل -kotomakey-)، واکهٔ نخست o به دلیل بی‌تکیه بودن حذف می‌شود. اما در واژهٔ nkotomakey به‌معنای «من فقیرم» که از همان ریشه ساخته شده، هجا نخست تکیه‌دار است و بنابراین o حذف نمی‌شود. محیط‌های دیگری نیز برای این حذف وجود دارد، اما این دگرگونی‌ها معمولاً کاملاً قابل پیش‌بینی‌اند. لسورد (LeSourd) در کتاب *Accent and Syllable Structure in Passamaquoddy* (۱۹۹۳) بسیاری از قواعد حذف میانی را شرح داده است.
- افعالی که در هجا نخست ریشهٔ خود o دارند (یا دارای o بنیادینی هستند که دچار حذف شده)، در حالت واکه‌گشت یا «حرف ربط تغییریاغته» (Changed Conjunct) به شکلی درمی‌آیند که o به e تبدیل می‌شود. برای نمونه، ریشهٔ فعل -wotom- به‌معنای «دود کردن»، در این حالت تبدیل می‌شود به wetomat یعنی «وقتی او دود کرد».
- در ریشه‌های فعلی که به h ختم می‌شوند، واکهٔ پیش از h تغییر می‌کند تا با نخستین واکهٔ موجود در پسوند صرفیِ پس از ریشه هماهنگ شود. به همین دلیل، در نگارش ریشهٔ فعل، واکهٔ پیش از h به‌صورت خط زیر (underscore) نشان داده می‌شود. در نمونه‌های زیر، ریشهٔ فعل -nehp_h- به‌معنای «کشتن» است:
- nehpah·a «من او را می‌کشم»
- nehpeh·eq «وقتی تو او را کشتی»
- knehpih·i «تو من را می‌کشی»
- nehpoh·oq «او من را می‌کشد»
- nehpuh·uku·k «آن‌ها من را می‌کشند»
- واکه‌های ساده (به‌جز «o») در جایگاه‌های خاصی کشیده می‌شوند، هرچند طول واکه در این زبان نقش تقابلی ندارد. یکی از تفاوت‌های چشمگیر میان دو گویش مالیسیت و پاساماکوئودی این است که واکه‌ها در گویش پاساماکوئودی معمولاً کمتر از مالیسیت کشیده می‌شوند، هرچند الگوی توزیع واکه‌های بلند و کوتاه مشابه است. لسورد در این زمینه چند قاعدهٔ کلی را بیان کرده است:
- واکه‌ها پیش از خوشهٔ hC کشیده می‌شوند، اما در برابر دیگر خوشه‌های همخوانی کوتاه می‌مانند.
- واکه‌ها در هجاهای پیش‌پایانی (penultimate) در صورتی کشیده می‌شوند که آن هجا یا هجای پایانی، تکیه‌دار باشد.
- گاهی واکه‌های پایانی واژه کشیده می‌شوند، به‌ویژه زمانی که پیش از مکث قرار گیرند.

### محدودیت‌های توزیعی و ساختار هجایی
تمام واج‌ها به‌جز "o" و "h" می‌توانند در آغاز، میانه یا پایان واژه بیایند؛ اما "o" و "h" هرگز در پایان واژه ظاهر نمی‌شوند. خوشه‌هایی از دو همخوان بازدارنده، جفت‌های همخوان همسان (دو همخوان یکسان پشت سر هم)، و خوشه‌هایی شامل یک همخوان روان (sonorant) دنبال‌شده توسط یک بازدارنده، همه رایج‌اند. خوشه‌هایی که با یک همخوان روان پایان می‌گیرند، معمولاً رخ نمی‌دهند، مگر آنکه بخشی از جفت همسان باشند یا همراه با یکی از پیشوندهای ضمیر شخصی در آغاز واژه قرار گیرند. وجود سه همخوان پشت سر هم نیز ممکن است، که تقریباً همیشه با ساختار CsC هستند.
پایه‌ای‌ترین و رایج‌ترین ساختارهای هجایی، CV (همخوان+واکه) و CVC (همخوان+واکه+همخوان) هستند.

### تکیه و لحن آوایی
تعیین تکیه بر اساس مجموعه‌ای از قواعد بسیار پیچیده انجام می‌شود، و تفاوت در سامانهٔ تکیه و لحن یکی از مهم‌ترین ویژگی‌های متمایزکنندهٔ دو گویش مالیسیت و پاساماکوئودی است. به‌گفتهٔ لسورد، در گویش پاساماکوئودی برخی واکه‌ها «تکیه‌پذیر» و برخی «غیرتکیه‌پذیر» به‌شمار می‌روند. واکه‌های تکیه‌پذیر مشمول قواعد تکیه می‌شوند، درحالی‌که واکه‌های غیرتکیه‌پذیر ممکن است دچار حذف میانی شوند. تکیه تنها بر روی واکه‌های تکیه‌پذیر قرار می‌گیرد و به هجای نخست و سپس هجاهای زوج (با شمارش از راست به چپ) اختصاص می‌یابد. فرایندی هم‌زمان از چپ به راست نیز در جریان است که برخی واکه‌های غیرتکیه‌پذیر را به تکیه‌پذیر تبدیل می‌کند. واکه‌هایی که با این فرایند تکیه‌پذیر نمی‌شوند، مشمول حذف میانی طبق پنج قاعده‌ای می‌شوند که لسورد در کتاب «Accent and Syllable Structure in Passamaquoddy» تشریح کرده است. گویش مالیسیت نیز رویکردی مشابه دارد، اما جزئیات تعیین تکیه در آن با پاساماکوئودی متفاوت است.
علاوه بر قواعد تکیه، قوانینی نیز برای تخصیص لحن به برخی هجاها بر اساس جایگاه آن‌ها در واژه وجود دارد. همان‌گونه که لسورد توصیف می‌کند، هجاهای دارای تکیه در گویش پاساماکوئودی ممکن است دارای لحن بالا یا پایین باشند، و هجاهای پایانی بدون تکیه اغلب لحن پایین مشخصی دارند. گویش مالیسیت نیز تخصیص لحن مشابهی دارد، اما تفاوت‌هایی که میان آن و پاساماکوئودی وجود دارد، به متمایز شدن این دو گویش کمک می‌کند.

## ساخت‌واژه
در زبان مالیسیت-پاساماکوئودی چهار دسته واژه وجود دارد: اسم، ضمیر، فعل و حرف؛ به‌جز حروف، همهٔ این دسته‌ها تصریف‌پذیر هستند. همانند دیگر زبان‌های آلگانکی، مالیسیت-پاساماکوئودی یک زبان چندترکیبی است و اغلب تعداد زیادی تکواژ را در قالب یک واژهٔ واحد ترکیب می‌کند. این زبان همچنین تا حدودی زبان پیوندی نیز هست، زیرا بسیاری از تکواژهای آن با واحدهای معنایی مشخص متناظرند.

### اسم‌ها
ویژگی بنیادین زبان مالیسیت-پاساماکوئودی آن است که همهٔ اسم‌ها و ضمیرها دارای ردهٔ اسمی هستند: همانند دیگر زبان‌های آلگانکی، اسم‌ها (نام‌واژه‌ها) یا جاندار هستند یا بی‌جان. همهٔ اسم‌های انتزاعی (مانند «دعا»، «شادمانی»، «گذشته») بی‌جان‌اند؛ اما انسان‌ها، نام‌های شخصی، جانوران و درختان همگی جاندار به‌شمار می‌آیند. البته این تطابق میان «جانداری ذاتی» و ردهٔ دستوری در همهٔ واژه‌ها کامل نیست؛ برای نمونه، واژه‌های مربوط به «ناخن» و «زانو» جاندار محسوب می‌شوند، اما «قلب» و «زبان» بی‌جان هستند. فعل‌ها محدودیت‌هایی در ردهٔ اسمی یکی از موضوع‌های خود اعمال می‌کنند. ساده‌ترین راه برای تشخیص اسم‌های جاندار و بی‌جان، بررسی شکل جمع آن‌هاست. جمع اسم‌های جاندار به -k ختم می‌شود و جمع اسم‌های بی‌جان به -l.
علاوه بر رده و شمار، اسم‌ها و ضمیرهای جاندار (به‌جز «من»، «ما» و «تو») در جمله به‌صورت «مقدم» یا موخر نشانه‌گذاری می‌شوند. اسم‌های بی‌جان هرگز به‌صورت مؤخر نشانه‌گذاری نمی‌شوند. اسم مقدم به چیزی اشاره دارد که به گوینده نزدیک‌تر است یا در مرکز گفت‌وگو قرار دارد، درحالی‌که اسم مؤخر اشاره به چیزی دورتر یا حاشیه‌ای‌تر دارد. هنگامی که دو اسم یا ضمیر توسط حرف ربط به هم متصل شوند، هر دو می‌توانند مقدم یا هر دو مؤخر باشند. در دیگر موارد، اگر دو یا چند اسم یا ضمیر جاندار در یک بند حضور داشته باشند، یکی مقدم (کانون توجه بند) و باقی مؤخر خواهند بود. فرم مقدم حالت پیش‌فرض اسم است؛ فرم مؤخر دارای پایانه‌های متفاوتی است.
همچنین نام‌واژه‌ها ممکن است به‌صورت تصریفی در حالت «غایب»، حالت مکانی و (در برخی اسم‌ها) حالت «ندایی» ظاهر شوند. درگاه زبان مالیسیت-پاساماکوئودی نموداری دارد که تمام صرف‌های ممکن اسم را در این حالت‌ها نشان می‌دهد. قابل‌توجه است که در حالت «غایب» افزون بر پسوندها، تغییر در الگوی لحن نیز وجود دارد.
اسم‌ها همچنین می‌توانند با پسوند مصغر یا پسوند مؤنث نشانه‌گذاری شوند. درصورتی‌که این پسوندها همراه با نشانه‌های حالت ظاهر شوند، ترتیب آن‌ها به‌صورت زیر است:
1. ریشهٔ اسم
2. پسوند مؤنث
3. پسوند مصغر
4. نشانهٔ حالت مکانی، غایب یا ندایی
5. نشانهٔ شمار/جنس/موخر بودن

برخی اسم‌ها نمی‌توانند به‌صورت «غیرملکی» (یعنی بدون پیشوند ضمیر شخصی) ظاهر شوند و باید با یکی از پیشوندهای ضمیر شخصی به‌کار روند. همهٔ واژه‌های مربوط به اعضای بدن و خویشاوندی در این گروه قرار دارند. برای هر یک از این واژه‌ها، یک معادل «غیرملکی» نیز وجود دارد. برای نمونه، واژهٔ 'temisol به‌معنای «سگ» باید در قالب ملکی ظاهر شود، اما olomuss که به‌معنای «سگ» است، معمولاً به‌صورت غیرملکی به‌کار می‌رود.
اسم‌ها می‌توانند در کنار اسم‌های دیگر به‌صورت اضافه بیایند و نقش صفت داشته باشند (چرا که در این زبان، صفت به‌عنوان یک دستهٔ مستقل وجود ندارد).
وجه وصفی (participles) را می‌توان از شکل «حرف ربط تغییریافته» فعل ساخت و برای آن‌ها از پایانه‌های جمع ویژه -ik (برای جاندار) یا -il (برای بی‌جان) استفاده می‌شود.

### ضمیرها
در زبان مالیسیت-پاساماکوئودی، پنج نوع ضمیر وجود دارد: ضمیر شخصی، اشاره‌ای، پرسشی، واژهٔ دیگر، و ضمیر تردیدی یا پرکننده.
ضمیرهای شخصی با اسم‌ها و سایر ضمیرها تفاوت دارند؛ چراکه آن‌ها از نشانگرهای جمع استفاده نمی‌کنند و هر شکل آن‌ها منحصربه‌فرد است. ضمیر سوم‌شخص بی‌طرف از نظر جنس است و برای ضمیر دوم‌شخص جمع، هر دو شکل فراگیر وجود دارد. ضمیر اول و دوم‌شخص مفرد همچنین شکل‌های بلندتر تأکیدی نیز دارند:
|        | مفرد           | جمع                     |
| ------ | -------------- | ----------------------- |
| اول‌شخص | nìl, nilá «من» | nilùn «ما (غیر فراگیر)» |
| اول‌شخص | nìl, nilá «من» | kilùn «ما (فراگیر)»     |
| دوم‌شخص | kìl, kilá «تو» | kiluwìw «شما»           |
| سوم‌شخص | nékom «او»     | nekomàw «آن‌ها»          |

(در جدول بالا، علامت تکیهٔ حاد (´) نشانگر لحن بلندتر و علامت تکیهٔ گوراو (`) نشانگر لحن پایین‌تر است. لحن معمولاً فقط در فرهنگ‌واژه‌ها برای تمایز واژه‌های مشابه نشانه‌گذاری می‌شود)
سه ضمیر اشاره‌ای وجود دارد که هرکدام شکل‌های جاندار و بی‌جان دارند و برای شمار، مؤخر بودن و غیاب صرف می‌شوند:
- wot-yut «این، نزدیک من»
- not-nit «آن، نزدیک شنونده»
- yat-yet «آن، دور از گوینده و شنونده ولی در دیدرس»

ضمیرهای پرسشی عبارت‌اند از wen «چه‌کسی؟ (برای اسم جاندار)» و keq «چه‌چیز؟ (برای اسم بی‌جان)». این ضمیرها نیز برای شمار، مؤخر بودن و غیاب صرف می‌شوند.
واژهٔ kotok به‌معنای «دیگری» یک ضمیر است که شکل‌های جاندار و بی‌جان دارد و می‌تواند با پایانه‌های گوناگون صرف شود.
یکی از ویژگی‌های جالب این زبان، وجود ضمیری است که عملکردی مشابه «چیز …» در فارسی یا «اِمم…» یا «آا…» در زبان انگلیسی دارد، اما این ضمیر بر پایهٔ واژهٔ پیش‌رو صرف می‌شود. برای نمونه، ضمیر پررنگ‌شده را در دو جملهٔ زیر مقایسه کنید:
- nkisi puna ntahtuwossomut ihik... tuwihputik

«لیوانم را روی چیز... میز گذاشتم.»
- nkisewestuwama iyey... Mali

«با چیز... ماری صحبت کردم.»

### فعل‌ها
فعل‌ها از ریشهٔ واژه ساخته می‌شوند؛ این ریشه‌ها می‌توانند یک یا چند بخش داشته باشند. این بخش‌ها شامل ریشه‌های ابتدایی، میانی و پایانی هستند و ترکیب آن‌ها معنای غنی و چندلایه‌ای را در فعل ایجاد می‌کند:
- ابتدایی: معمولاً معنای صفتی یا قیدی دارند، مانند رنگ، کیفیت یا حالت
  - مثال: puskosone «کفش‌هایش خیس هستند» (pus- به‌معنای «خیس»)
- میانی: می‌توانند اسمی، صفتی یا قیدی باشند؛ مفاهیمی مانند اعضای بدن، ویژگی‌های جغرافیایی، اشکال یا ترتیب‌ها را بیان می‌کنند؛ اگر فعل حالت اسمی زیادی داشته باشد، ممکن است بخش میانی همان بخش پایانی نیز باشد
- مثال‌ها:
  - tomiptinessu «او بازوی خود را می‌شکند» (-ptine- به‌معنای «دست، بازو»)
  - kiniptine «او دستان بزرگی دارد» (همان ریشهٔ میانی)
- پایانی: معنای فعلی دارند و به کنش، احساس یا وضعیت اشاره دارند
  - مثال: nmemihp «سیر شده‌ام / به اندازه خورده‌ام» (-hp(i)- به‌معنای «خوردن»)

فعل‌ها بر اساس ریشهٔ پایانی خود دسته‌بندی می‌شوند، که آن‌ها را به فعل گذرا یا فعل ناگذر تقسیم می‌کند. برخی فعل‌ها که در ترجمهٔ انگلیسی دارای مفعول مستقیم هستند، در واقع در زبان مالیسیت-پاساماکوئودی ناگذر به‌شمار می‌روند، چراکه اسم مورد نظر در آن‌ها از طریق انضمام به فعل وارد شده است؛ برای مثال:
posonut•ehk•e (basket-do.AI-3.sg) به‌معنای «او سبد می‌بافد».
از آنجا که زبان مالیسیت-پاساماکوئودی یک زبان چندترکیبی است، مقدار زیادی از اطلاعات دستوری از طریق صرف و افزودن پیشوندها و پسوندها در قالب یک فعل منتقل می‌شود:
| ویژگی       | گزینه‌ها                              | نحوهٔ بیان                               |
| ----------- | ------------------------------------ | --------------------------------------- |
| جنس دستوری  | جاندار، بی‌جان                        | واکه‌های ریشهٔ پایانی، پایانه‌های صرفی     |
| گذرایی      | گذرا، ناگذر                          | واکه‌های ریشهٔ پایانی، پایانه‌های صرفی     |
| شخص         | اول، دوم، سوم، سوم مؤخر              | صرف                                     |
| شمار        | مفرد، جمع                            | پایانه‌های صرفی؛ نشانه‌های تم در افعال ai |
| سلسله‌مراتب  | مستقیم، معکوس؛ بازتابی، دوسویه       | پیشوندها؛ نشانه‌های تم در افعال ta       |
| نمود        | مثبت، منفی                           | پایانه‌های مجزا در بیشتر ساخت‌ها          |
| وجه دستوری  | اخباری، وجه التزامی، پیروی، وجه امری | ساختار ریشه، صرف                        |
| زمان دستوری | حال، غایب، احتمالی، ماضی ساده        | پایانه‌های صرفی                          |

وجه‌های ممکن و کاربردهای آن‌ها در جمله‌ها به شرح زیر است:
- وجه اخباری مستقل: در بندهای اصلی خبری و پرسش‌های بله‌/خیر به‌کار می‌رود
- حرف ربط دگرگون (Changed Conjunct): معمولاً در بندهای قیدی یا در پرسش‌های «چه‌کسی»، «چه‌چیز» و «چرا»
- حرف ربط نادگرگون (Unchanged Conjunct): در جمله‌های شرطی و جمله‌هایی که با nopal («کاش») آغاز می‌شوند
- وجه پیروی (Subordinative): برای بیان کنش‌های پیرو یا پیامد در بندهای وابسته؛ همچنین می‌تواند به‌تنهایی به‌صورت امر مؤدبانه یا فرمان دوم به‌کار رود؛ در پرسش‌های «چگونه» نیز استفاده می‌شود
- وجه امری: برای فرمان‌های مستقیم
- وجه امری پیوندی: برای فرمان‌های غیرمستقیم (با فاعل سوم‌شخص)

زمان‌های ممکن عبارت‌اند از:
- حال: بیان‌کنندهٔ کنش‌های زمان حال؛ همچنین به‌عنوان گذشتهٔ ساده یا آینده (در ترکیب با برخی حروف) نیز کاربرد دارد
- ماضی ساده (preterite): بیان‌کنندهٔ کنشی کامل‌شده در گذشته؛ همراه با وجه اخباری مستقل، حرف ربط دگرگون و پیروی به‌کار می‌رود
- ماضی احتمالی (dubitative preterite): بیان تردید یا عدم قطعیت؛ با وجه‌های اخباری مستقل، حرف ربط دگرگون، حرف ربط نادگرگون و پیروی به‌کار می‌رود؛ همچنین در وجه اخباری مستقل یا حرف ربط نادگرگون با نشانهٔ ماضی نیز همراه است
- غایب (absentative): به اسمی اشاره دارد که در حالت «غایب» است؛ با وجه اخباری مستقل یا پیروی به‌کار می‌رود

### جزءهای دستوری
جزءهای دستوری تمام واژه‌هایی در زبان هستند که صرف نمی‌شوند. این دسته شامل موارد زیر است:
- عدد اصلی (عدد ترتیبی اسم محسوب می‌شوند)
- ادوات تأییدی و منفی
- حرف ندا
- حرف ربط
- جزءهای تأکیدی

## نحو
سامانه فعلی این زبان از نوع زبان ارگتیو-مطلق است؛ به این معنا که فاعل فعل‌های لازم همانند مفعول فعل‌های گذرا رفتار می‌کند. به همین دلیل، فعل‌های گذرا و لازم دارای زیررده‌هایی هستند که بر اساس جنس دستوری یکی از اجزای آن‌ها تعریف می‌شود؛ بنابراین چهار نوع اصلی از فعل‌ها وجود دارد:
|      | جاندار         | بی‌جان         |
| ---- | -------------- | ------------- |
| لازم | لازم-جاندار AI | لازم-بی‌جان II |
| گذرا | گذرا-جاندار TA | گذرا-بی‌جان TI |

فعل‌های لازم-جاندار (AI) تنها می‌توانند با فاعل جاندار استفاده شوند؛ فعل‌های گذرا-بی‌جان (TI) نیز فقط با مفعول بی‌جان به کار می‌روند و به همین ترتیب.
به‌سبب ویژگی چندترکیبی بودن افعال، معمولاً فاعل و مفعول به‌صورت واژه‌های جداگانه نمی‌آیند، بلکه به‌شکل پی‌بست (پسوند یا پیشوند) به فعل افزوده می‌شوند؛ از این‌رو، «جمله‌هایی» که تنها از یک واژه تشکیل شده‌اند، رایج و حتی طبیعی‌اند.

### سلسله‌مراتب شخص
زبان مالیسیت-پاساماکوئودی، همچون دیگر زبان‌های آلگونکی، دارای ساختار زبان مستقیم–وارونه است؛ بدین معنا که در افعال گذرای جاندار (TA)، فاعل و مفعول در بافت‌های مختلف بر اساس جایگاه‌شان در «سلسله‌مراتب شخص» به‌گونه‌ای متفاوت نشانه‌گذاری می‌شوند. این سلسله‌مراتب تعیین می‌کند کدام واژه اهمیت یا تقدم بیشتری دارد. دستور زبان Leavitt این سلسله‌مراتب را چنین معرفی می‌کند:
| ۱ | شخص دوم و اول جمع فراگیر (kil, kiluwaw, kilun) |
| ۲ | شخص اول (به‌جز مخاطب) (nil,nilun)               |
| ۳ | شخص سوم (nekom, nekomaw)                       |
| ۴ | صورت‌های مبهم                                   |
| ۵ | نام‌واژه‌های بی‌جان                               |

این سلسله‌مراتب در جملاتی با افعال گذرا-جاندار (TA) به‌کار می‌آید. اگر فاعل فعل در مرتبه‌ای بالاتر از مفعول قرار داشته باشد، فعل در قالب مستقیم صرف می‌شود. اگر فاعل در مرتبه‌ای پایین‌تر از مفعول باشد، فعل در قالب وارونه صرف می‌شود. قالب مستقیم نشان‌دار محسوب می‌شود و قالب وارونه با استفاده از نشان‌گرهای نقشی بیان می‌شود. به‌دلیل همین سامانه مستقیم–وارونه، زبان مالیسیت-پاساماکوئودی فاقد شیوه‌ای روشن برای تمایز میان جهت فعل در ساختارهای فعلی است.
نمونه دیگر کاربرد این سلسله‌مراتب در ساختارهای فعل بازتابی و بازگشتی است. در این حالت‌ها، عمل انجام‌شده «درون‌پذیر» تلقی می‌شود، چرا که بر یک سطح از سلسله‌مراتب انجام می‌شود. از این رو، فعل‌های بازتابی و بازگشتی دیگر گذرا نیستند، بلکه به‌صورت لازم درمی‌آیند و تنها یک نقش (فاعل) را نشان می‌دهند و نشانه‌ای برای بازتابی یا بازگشتی بودن فعل استفاده می‌شود.
برخی از ضمیرهای شخص اول و دوم با یکدیگر هم‌پوشانی معنایی دارند؛ برای نمونه، kilun به معنای «ما (فراگیر)» دربرگیرنده معنای nil یعنی «من» نیز هست. چنین جفت‌های هم‌پوشان را نمی‌توان به‌عنوان زوج فاعل-مفعول یک فعل گذرا به‌کار برد. Leavitt جدولی به شرح زیر ارائه کرده است که محدودیت‌های مربوط به نحوه ترکیب ضمیرهای شخص اول و دوم را در ساختارهای فعل گذرا نشان می‌دهد:
|         | nil | kil | nilun | kilun | kiluwaw |
| ------- | --- | --- | ----- | ----- | ------- |
| nil     | R   |     | --    | --    |         |
| kil     |     | R   |       | --    | --      |
| nilun   | --  |     | R     | --    |         |
| kilun   | --  | --  | --    | R     | --      |
| kiluwaw |     | --  |       | --    | R       |

(R به این معناست که شکل فعل بازتابی یا بازگشتی خواهد بود و در نتیجه فعل لازم محسوب می‌شود؛ -- نشان می‌دهد که این ترکیب مجاز نیست)

### ساخت جملات
از آن‌جا که اطلاعات دستوری فراوانی در هر واژه نهفته است، ترتیب واژه‌ها در جمله بسیار آزاد است. محدودیت‌های اندکی برای جایگاه واژه‌ها وجود دارد، به‌ویژه در جملات ساده‌ای که تنها یک فعل دارند. یکی از معدود محدودیت‌ها این است که ذره منفی باید پیش از فعل بیاید، هرچند واژه‌های دیگر ممکن است میان این دو قرار گیرند.
در این زبان واژه‌ای معادل فعل «بودن» وجود ندارد؛ از این‌رو، جمله‌های شناسایی (معرفی هویت) بدون فعل امکان‌پذیر هستند. با این حال، در این نوع جملات، آزادی ترتیب واژه‌ها کمتر از جملات فعلی است و در جملات منفی دارای ساختار ثابتی هستند.
جملات پیچیده و مرکب با دو یا چند فعل به روش‌های مختلفی ساخته می‌شوند، از جمله:
- استفاده از حروف ربط؛
- جمله پایه همراه با جمله پیرو در قالب «وجه پیوسته تغییریافته»؛
- جمله پایه به‌همراه جمله شرطی در قالب «وجه پیوسته تغییریافته» یا «تغییری‌نیافته»؛
- فرمان‌های پی‌درپی، که در آن فعل نخست در «وجه امری» و فعل دوم در «وجه تابع» می‌آید.

## وضعیت زبان و احیای آن
امروزه زبان مالیسیت-پاساماکوئودی در مقیاس گسترش‌یافته «درجه اختلال بین‌نسلی» یا EGIDS در رتبه ۷ قرار دارد؛ سطح ۷ به این معناست که «نسل زاینده (والدین کنونی) می‌تواند زبان را در میان خود به‌کار ببرد، اما این زبان به کودکان منتقل نمی‌شود.» با این حال، با وجود این ارزیابی ناامیدکننده، تلاش‌های چشم‌گیری برای احیای زبان و آموزش آن به کودکان و بزرگسالانی که زبان را به‌صورت مادری نیاموخته‌اند در جریان است.
از سال ۲۰۰۶، پروژه‌ای با عنوان «پاسداران زبان» که هدف آن مستندسازی زبان‌های در خطر و افزایش گفت‌وگوی گروهی در این زبان‌هاست، با جامعه‌های Passamaquoddy و Wolastoqey همکاری کرده و مستندات گسترده‌ای از این زبان تهیه کرده است. در سه سال نخست فعالیت، آن‌ها بیش از ۵۰ ساعت گفت‌وگوی طبیعی گروهی با مشارکت ۷۰ گویشور را فیلم‌برداری کردند که نتیجه آن تولید هشت دی‌وی‌دی به زبان مالیسیت-پاساماکوئودی با زیرنویس انگلیسی بود. به‌گزارش «درگاه زبان Peskotomuhkati-Wolastoqey»، این فیلم‌ها «موجب شکل‌گیری برنامه‌های احیای زبان برای افرادی شد که زبان را می‌فهمند اما قادر به صحبت کردن نیستند، و همچنین منابع جدیدی از تاب‌آوری و رهبری را در میان جامعه گویشوران شناسایی کرد.»
رویکرد این پروژه در مستندسازی زبان نسبتاً نوآورانه است و تحسین بسیاری را برانگیخته است: «در مقایسه با روش سنتی «بازجویی زبانی» که در آن زبان‌شناس از گویشوران پرسش می‌کند تا ویژگی‌های زبان را دریابد، ویدیوهای پاسداران زبان نشان می‌دهند که زبان در عمل چگونه به‌کار می‌رود، و واژه‌های «جدید» زیادی برای واژه‌نامه فراهم آورده‌اند. این فیلم‌ها همچنین فعالیت‌های سنتی فرهنگی Passamaquoddy مانند قایق‌سازی و دیدگاه‌های جهان‌شناختی آن‌ها را مستند کرده‌اند.»
علاوه بر تولید فیلم، پروژه «پاسداران زبان» با همکاری زبان‌شناسان و کنشگران جامعه محلی، در تدوین واژه‌نامه پاساماکوادی-مالیسیت نیز نقش مؤثری داشته‌اند. این واژه‌نامه که از دهه ۱۹۷۰ میلادی توسط زبان‌شناس Philip S. LeSourd آغاز شده، امروزه بیش از ۱۸٬۰۰۰ مدخل دارد و بسیاری از آن‌ها شامل فایل‌های صوتی و ویدیویی از تلفظ‌های گویشوران بومی هستند.
در کنار منابع گوناگون آن‌لاین، تلاش‌های نوین برای احیای این زبان شامل برگزاری کلاس‌های آموزش زبان Maliseet-Passamaquoddy در دانشگاه نیوبرانزویک بوده است؛ هدف این برنامه‌ها افزایش ارتباط بین‌نسلی و انتقال دانش و فرهنگ به نسل‌های جوان‌تر است.
Jeremy Dutcher، خواننده کلاسیک اهل Tobique First Nation در استان نیوبرانزویک کانادا، دو آلبوم موسیقی ضبط کرده که به‌طور کامل یا جزئی به زبان Wolastoqey اجرا شده‌اند: Wolastoqiyik Lintuwakonawa (۲۰۱۸) و Motewolonuwok (2023).